# Raïon d'Octobre (kraï du Primorié)
Le raïon d'Octobre (en russe : Октя́брьский райо́н, Oktiabrski raïon, en l'honneur de la révolution d'Octobre) est une subdivision administrative (raïon) et une municipalité (okroug municipal) du kraï du Primorié en Russie. Situé en Extrême-Orient russe dans le kraï de l'Oussouri, il se situe dans la plaine du Khanka et de la Suifen dans le sud-ouest du Primorié, et il est frontalier de de la Chine à l'ouest. Son centre administratif est le village de Pokrovka, et il compte en tout 22 localités. Sa population s'élevait à 22 935 habitants en 2023.

## Géographie
Le raïon d'Octobre est situé dans le kraï du Primorié, sujet le plus au sud de l'Extrême-Orient russe, en Mandchourie-Extérieure. Le raïon, qui se trouve dans le sud-ouest du Primorié, a une superficie de 1 633 km2. Le raïon est situé dans le bassin du fleuve Suifen/Razdolnaïa (appellations chinoise et russe respectivement).

Le raïon est bordé au nord par le raïon de Pogranitchny, au nord-est par le raïon de Khorol, à l'ouest par le raïon de Mikhaïlovka et au sud par l'okroug urbain d'Oussouriïsk. De plus, il est bordé à l'ouest par le xian de Dongning de la province du Heilongjiang en Chine. La longueur des frontières du district est au total de 256 km.

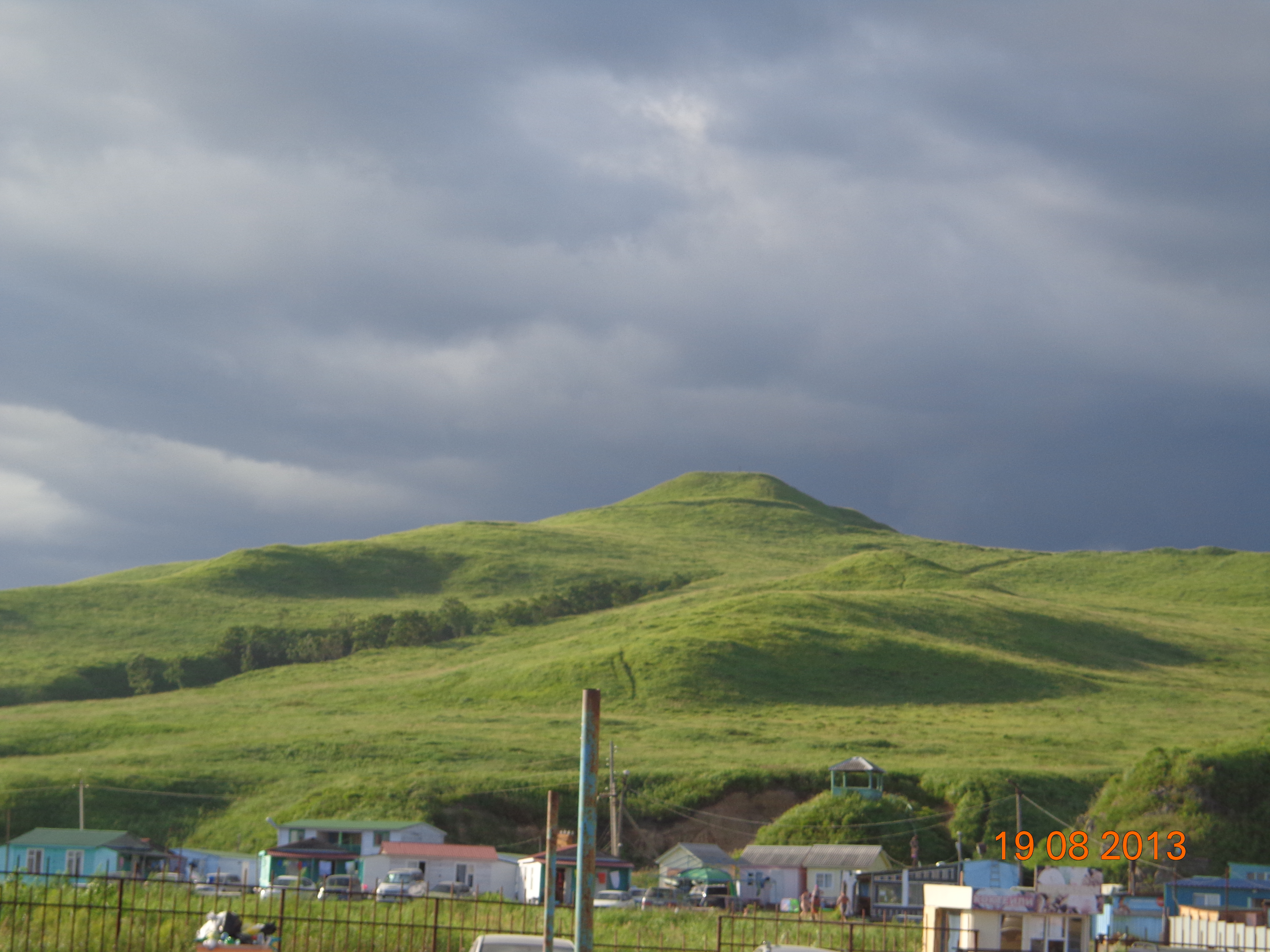
Mont Senkina chapka.
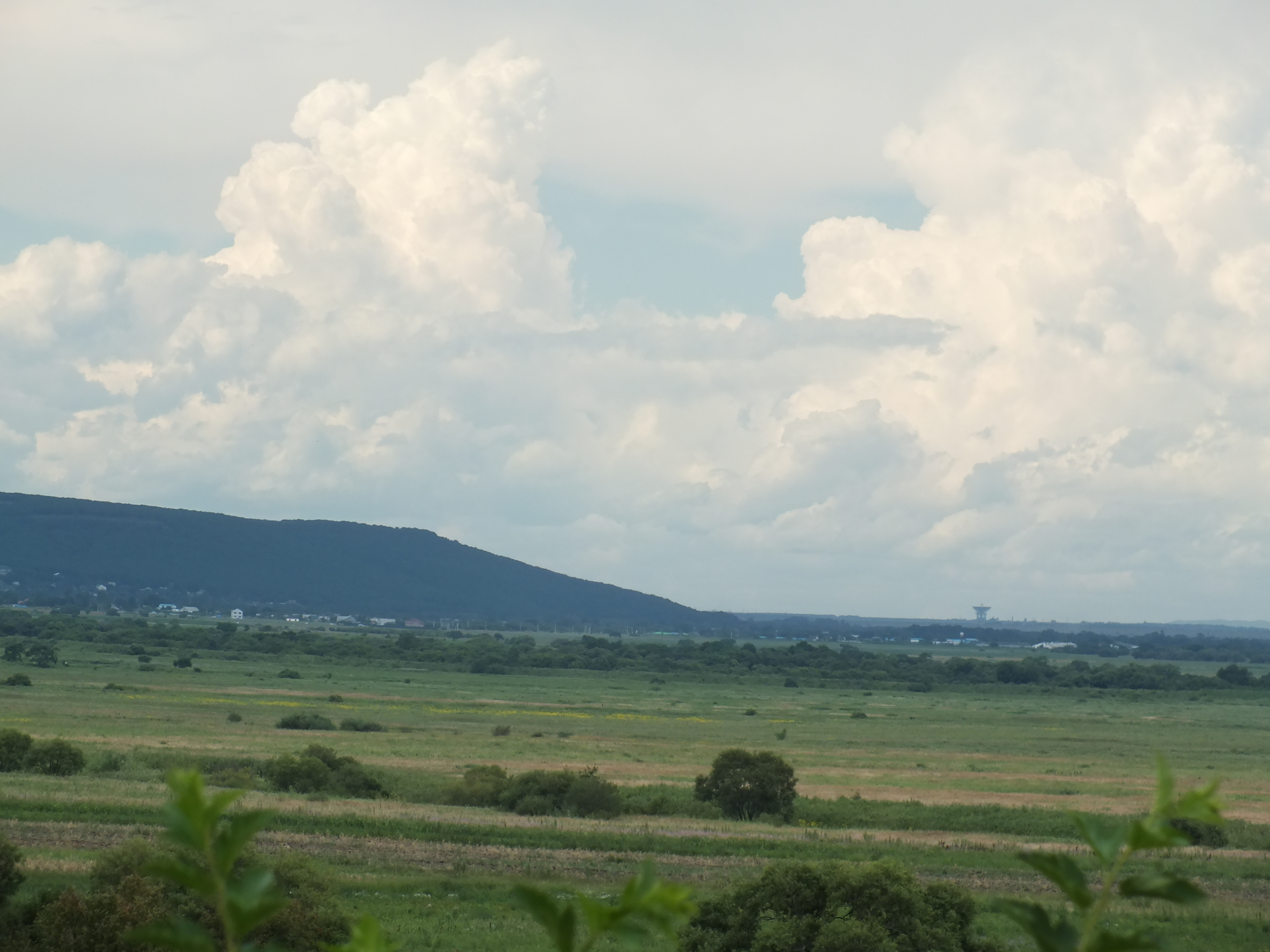
Champ dans le raïon.
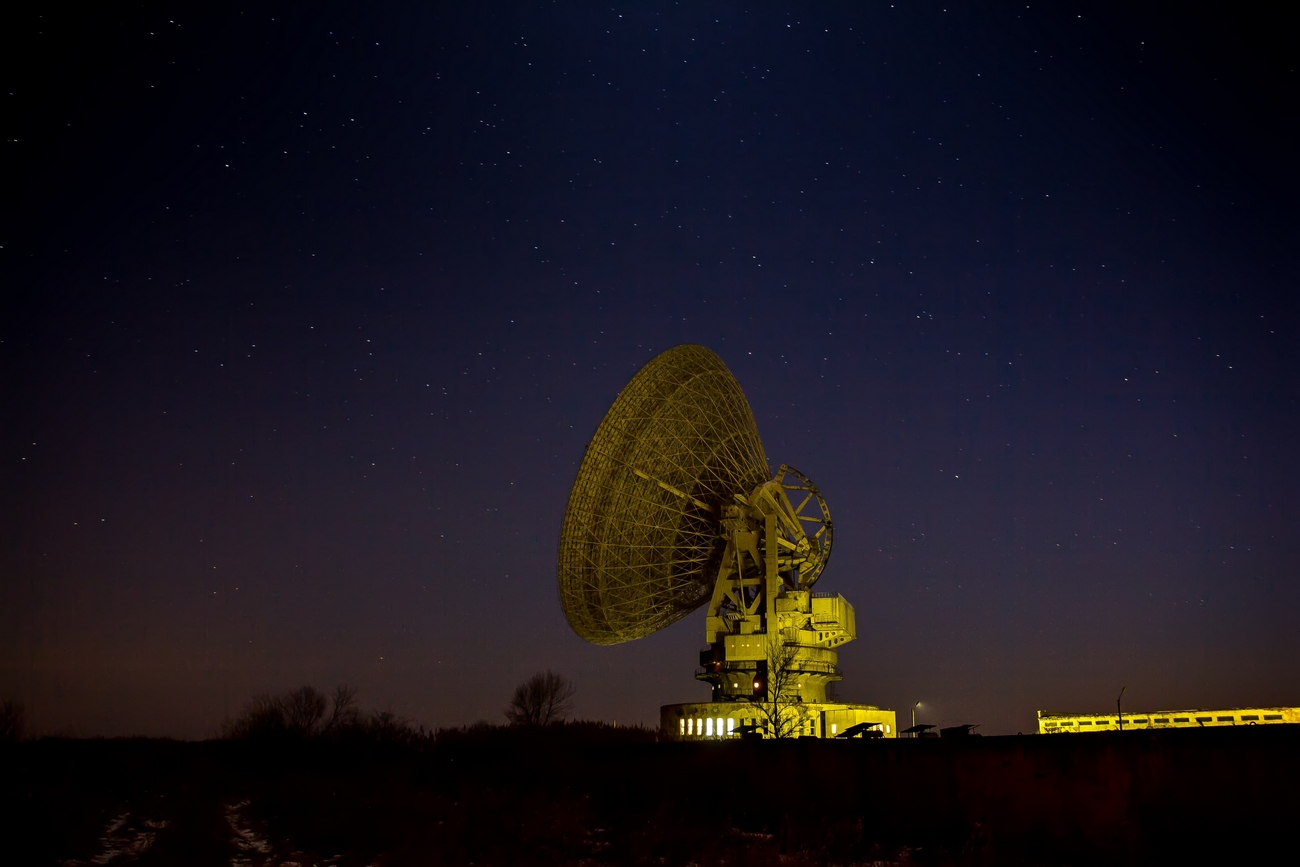
Radiotélescope de Galionki.

## Démographie
Recensements (*) ou estimations de la population,:
| 1926*  | 1929   | 1931   | 1933   | 1939*  | 1959*  |
| ------ | ------ | ------ | ------ | ------ | ------ |
| 24 540 | 26 962 | 31 600 | 24 100 | 14 378 | 31 883 |

| 1970*  | 1979*  | 1989*  | 2002*  | 2010*  | 2012   |
| ------ | ------ | ------ | ------ | ------ | ------ |
| 32 775 | 34 735 | 39 973 | 40 400 | 30 060 | 29 110 |

| 2013   | 2014   | 2015   | 2016   | 2017   | 2018   |
| ------ | ------ | ------ | ------ | ------ | ------ |
| 28 851 | 28 425 | 28 238 | 27 996 | 27 500 | 27 339 |

| 2019   | 2020   | 2021*  | 2022   | 2023   | - |
| ------ | ------ | ------ | ------ | ------ | - |
| 27 022 | 27 019 | 23 344 | 23 163 | 22 935 | - |

## Histoire
Le raïon d'Octobre de l'oblast de l'Oussouri, formé dans les années 1920, a été rebaptisé de Molotov en 1935. Le 11 septembre 1957, un décret du Présidium des forces armées de l'URSS a été publié « sur la rationalisation de la question de l'attribution des noms d'États et de personnalités publiques aux subdivisions, colonies, entreprises, institutions, organisations et autres objets », selon lequel le raîon de Molotov a été rebaptisée raïon d'Octobre.

## Localités
Le raïon d'Octobre comptait au 29 juin 2023 22 localités, dont une commune urbaine. La localité la plus peuplée était Pokrovka avec 8 687 habitants au recensement de 2021.
| Liste des localités | Liste des localités  | Liste des localités | Liste des localités         | Liste des localités         |
| N°                  | Localité             | Statut              | Population Recensement 2010 | Population Recensement 2021 |
| ------------------- | -------------------- | ------------------- | --------------------------- | --------------------------- |
| 1                   | Vladimirovka         | village             | 789                         |                             |
| 2                   | Galionki             | village             | 4279                        | 3 091                       |
| 3                   | Granatovka           | village             | 82                          |                             |
| 4                   | Dalnevostochnaïa MIS | possoliok           | 330                         |                             |
| 5                   | Dzerjinskoïe         | village             | 564                         |                             |
| 6                   | Zaprotochni          | village             | 198                         |                             |
| 7                   | Zaretchnoïé          | village             | 777                         |                             |
| 8                   | Ilitchevka           | village             | 108                         |                             |
| 9                   | Ilitchevka           | possoliok           | 41                          |                             |
| 10                  | Konstantinovka       | village             | 217                         |                             |
| 11                  | Lipovtsy             | commune urbaine     |                             | 5275                        |
| 12                  | Lipovtsy             | village             | 177                         |                             |
| 13                  | Novogeorgievka       | village             | 922                         |                             |
| 14                  | Pokrovka             | village             | 10 360                      | 8 687                       |
| 15                  | Poltavka             | village             | 514                         |                             |
| 16                  | Poretchié            | village             | 442                         |                             |
| 17                  | Sinelnikovo-1        | village             | 377                         |                             |
| 18                  | Sinelnikovo-2        | village             | 666                         |                             |
| 19                  | Staroretchenskoïe    | village             | 247                         |                             |
| 20                  | Strougovka           | village             | 998                         |                             |
| 21                  | Fadeïevka            | village             | 609                         |                             |
| 22                  | Tcherniatino         | village             | 961                         |                             |

## Économie
Le raïon d'Octobre est l'une des principales régions agricoles du Primorié, spécialisé dans la production de viande et de lait, de produits végétaux, de céréales et de soja.

## Installations étatiques

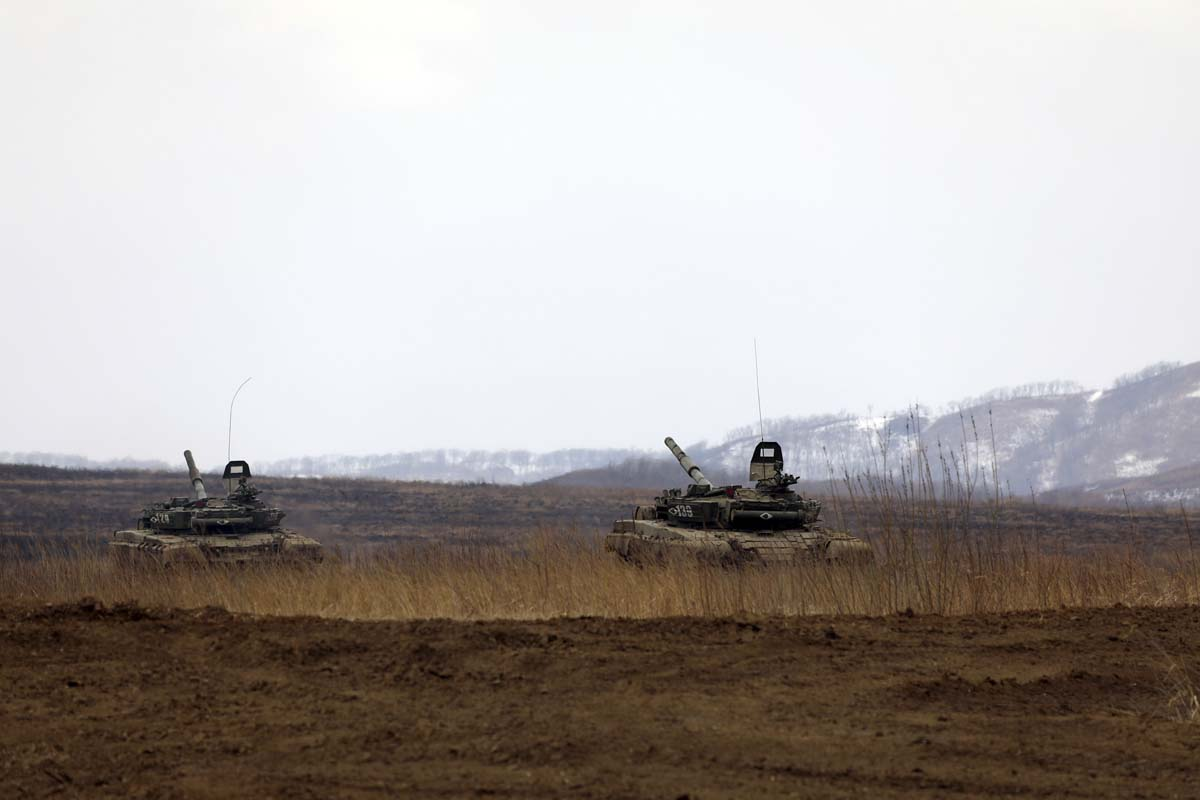
Terrain d'essai de Sergueïevski.

Le terrain d'essai Sergueïevski et le radiotélescope de Galionki se situent dans le raïon.